# Arbeitskreis für Hausforschung
Der Arbeitskreis für Hausforschung e.V. ist gemäß seiner Satzung ein „Zusammenschluss von Fachleuten der verschiedensten Bereiche und von Förderern“ zum Zweck der „wissenschaftlichen Erforschung und Darstellung von Haus und Siedlung in Europa“. Er unterstützt die Bau- und Denkmalpflege sowie hauskundliche Museen, pflegt den Gedankenaustausch mit der ausländischen Forschung und will das Verständnis für Baukultur in der Öffentlichkeit fördern.

## Geschichte

### Vorgeschichte
Nachdem sich im 19. Jahrhundert zunächst „vorzugsweise Anthropologen“ mit wissenschaftlicher Hausforschung beschäftigt hatten, rief der in Berlin ansässige Verband Deutscher Architekten- und Ingenieurvereine seine Mitglieder auf, den Gegenstand nun auch baukundig zu bearbeiten. Unter Mitwirkung bekannter Architekten wie Carl Schäfer, Hans Lutsch und August Thiersch brachte der Verband 1906 das Werk „Das Bauernhaus im Deutschen Reiche und seinen Grenzgebieten“ heraus, das mehrfach erschien, weitere regionale Forschungen inspirierte und bald eine grundlegende Überarbeitung erforderte.
In den 1930er Jahren berief der Verbandsvorsitzende und Hochschullehrer August Hertwig einen Ausschuss, der unter dem Titel Haus und Hof deutscher Bauern die Herausgabe einer nach Landschaften gegliederten, mehrbändigen Dokumentation zur Entwicklung des ländlichen Bauwesens in Deutschland erarbeiten sollte. Zum Leiter des hierzu in Berlin gegründeten sogenannten „Bauernhofbüros“ wurde Gustav Wolf ernannt. Seine Vorstellungen gingen in Richtung einer „möglichst vollständig umschreibenden Aufnahme“ der ländlichen Architektur, in deren Mittelpunkt „die Lebens-Einheit des einzelnen Gehöftes“ stehen sollte. 1940 erschien der erste Band über Schleswig-Holstein. Wolf war inzwischen als Landesbaupfleger von Westfalen beim Provinzialverband der Provinz Westfalen nach Münster gezogen, hatte das der „Fachgruppe Bauwesen im NS-Bund Deutscher Technik“ unterstellte Bauernhofbüro mitgenommen und setzte die Forschungsarbeit zu den Bauernhäusern in Westfalen fort.

### Der Verein
Der „Arbeitskreis für deutsche Hausforschung“ wurde am 23. September 1950 in Büdingen von 46 bauhistorisch interessierten Fachleuten aus Architektur, Bau- und Denkmalpflege, Geographie und volkskundlicher Hausforschung zunächst als informeller Zusammenschluss gegründet. Gründungsmitglieder waren u. a. Otto Gruber, Joseph Maria Ritz, Josef Schepers, Hermann Schilli, Gustav Wolf. Vorsitzender wurde Gustav Wolf, Geschäftsführer Josef Schepers. Es folgte eine Eintragung in das Vereinsregister des Amtsgerichts Münster. 1960, ca. 20 Jahre nach dem ersten, erschien der zweite Band der o. g. noch von Hertwig konzipierten Bauernhof-Dokumentation über Westfalen, bearbeitet durch den späteren Direktor des Freilichtmuseums Detmold, Josef Schepers und 1961 der dritte über Mecklenburg, bearbeitet von Johann Ulrich Folkers. Nach Wolfs Tod wurde das Projekt eingestellt.
Wolfs Nachfolger Bruno Schier war kein Architekt, sondern Philologe und Volkskundler. Hausforschung sah er als Teil der Kulturraumforschung, wobei er 1963 immerhin feststellte, dass das „Haus nicht in dem Maße national wie die Sprache“ ist. Doch erst ca. 20 Jahre später wurde dem Rechnung getragen, indem unter dem Vorsitz von Josef Schepers, der ebenfalls von der Philologie kam, das „deutsch“ in der Vereinsbezeichnung entfiel. Die Internationalisierung spiegelte sich auch in der Mitgliederstruktur und der Auswahl der Tagungsorte wider, bei der das europäische Ausland mit einbezogen wurde.
Lagen die Geschäftsstelle und Wohnorte der Vorsitzenden über 30 Jahre lang im Münsterland, so änderte sich das auf der Jahrestagung 1982, die in Bad Windsheim stattfand. Konrad Bedal, damaliger Leiter des Fränkischen Freilandmuseums Bad Windsheim wurde dort als 1. Vorsitzender und G. Ulrich Großmann als sein Stellvertreter gewählt. Sitz der Geschäftsstelle wurde Bad Windsheim.
1982 wurde Klaus Freckmann, Leiter des Rheinland-Pfälzischen Freilichtmuseum Sobernheim, Geschäftsführer des Vereins.

### Publikationen
Der Verein sieht sich in erster Linie der Forschung verpflichtet; entsprechend lang ist die Liste der Publikationen. 2024 listete die Deutsche Nationalbibliothek über 100 Veröffentlichungen auf. Sie gliedern sich in Jahrbücher, Sonderbände und AHF-Mitteilungen.
Wurden die ersten Publikationen noch im Selbstverlag herausgegeben, so kam es in der Folgezeit zu einer Professionalisierung. 1978 gründeten Vereinsmitglieder, darunter Elmar Altwasser, den Jonas-Verlag in Marburg, der danach u. a. die Jahrbücher mit den Tagungsberichten herausgab. Nach Übernahme des Jonas Verlages durch die arts + science weimar GmbH wechselte der Arbeitskreis für Hausforschung zum 1. Januar 2018 zum Michael Imhof Verlag.
Die Mitgliederzahl liegt aktuell bei über 400, davon ca. 80 institutionelle Mitglieder.

### Vorsitzende
- 1950–1955: Gustav Wolf, Münster
- 1955–1964: Bruno Schier, Münster
- 1964–1971: Karl Brunne, Münster
- 1971–1982: Josef Schepers, Münster
- 1982–1988: Konrad Bedal, Bad Windsheim
- 1988–2006: G. Ulrich Großmann, Nürnberg
- 2006–2018: Michael Goer, Stuttgart
- 2018–heute (2025): Thomas Eissing, Bamberg

### Jahrestagungen
Es fanden bisher folgende mehrtägige Jahrestagungen statt, bei denen in Zusammenarbeit mit Fachleuten aus Denkmalpflege und lokalhistorischen Museen Fachvorträge gehalten und Exkursionen durchgeführt wurden. Zudem wurden dabei die Jahresmitgliederversammlungen durchgeführt. Über jede Jahrestagung (mit Ausnahme der Tagung 1985 in Krems) erschien ein bis zwei Jahre später ein Tagungsbericht mit Wiedergabe der wichtigsten Referate.
- 1950 Büdingen
- 1951 Burghausen
- 1952 Cloppenburg
- 1953 Monschau
- 1954 Bad Säckingen
- 1955 Schleswig
- 1956 Traunstein, Villach
- 1957 Goslar
- 1958 Freiburg im Breisgau
- 1959 Heppenheim (Bergstraße)
- 1960 Lübeck
- 1961 Aachen
- 1962 Passau
- 1963 Münster
- 1964 Esslingen am Neckar
- 1965 Braunschweig
- 1966 Trier
- 1967 Konstanz
- 1968 Bayreuth
- 1969 Detmold
- 1970 Husum
- 1971 Eschwege
- 1972 Bad Bentheim, Zwolle
- 1973 Landau in der Pfalz
- 1974 Chur, Schweiz
- 1975 Regensburg
- 1976 Visby, Schweden
- 1977 Salzburg, Österreich
- 1978 Zagreb,Jugoslawien
- 1979 Lüneburg
- 1980 Neuchâtel, Schweiz
- 1981 Marburg
- 1982 Bad Windsheim
- 1983 Lyon, Frankreich
- 1984 Lübeck
- 1985 Krems, Österreich
- 1986 Münster
- 1987 Schwäbisch Hall
- 1988 Utrecht, Niederlande
- 1989 Chichester, England
- 1990 Bad Sobernheim
- 1991 Lemgo
- 1992 Görlitz
- 1993 Blankenberge, Belgien
- 1994 Männedorf am Zürichsee, Schweiz
- 1995 Hanstedt (Nordheide)
- 1996 Székesfehérvár, Ungarn
- 1997 Erfurt
- 1998 Barth, Stralsund
- 1999 Ravensburg
- 2000 Hall in Tirol, Österreich
- 2001 Maastricht, Niederlande
- 2002 Pirna
- 2003 Bamberg
- 2004 Wuppertal
- 2005 Cluny, Frankreich
- 2006 Quedlinburg
- 2007 Wissembourg, Frankreich
- 2008 Bad Reichenhall
- 2009 Lüneburg
- 2010 Amsterdam, Niederlande
- 2011 Lutherstadt Wittenberg
- 2012 Villingen-Schwenningen
- 2013 Aarhus, Dänemark
- 2014 Basel, Schweiz
- 2015 Mühlhausen
- 2016 Neustadt an der Weinstraße
- 2017 Nürnberg
- 2018 Schwerin
- 2019 Goslar
- 2020 keine Jahrestagung aufgrund der COVID19-Pandemie
- 2021 Jena
- 2022 Konstanz
- 2023 Gmünd in Kärnten, Österreich
- 2024 Kommern
- 2025 Skara, Schweden